# Oxynitrure d'aluminium
Pour les articles homonymes, voir Alon.
Ne doit pas être confondu avec Halon.
L'oxynitrure d'aluminium est un composé chimique de formule moyenne Al23O27N5, plus précisément Al23-1/3xO27+xN5-x avec x compris entre 0,429 et 2. Il s'agit d'une céramique transparente réfractaire suffisamment dure (dureté Vickers voisine de 16 GPa) pour présenter un intérêt militaire. Elle est produite par Surmet Corporation dans le cadre d'un brevet américain déposé en 1985. Il présente une structure cristalline cubique de type spinelle. Il est transparent dans les régions du spectre électromagnétique correspondant à l'infrarouge moyen, au spectre visible et au proche ultraviolet. Plus dur que le verre de quartz SiO2, l'alumine Al2O3 et le spinelle MgAl2O4, c'était en 2013 le matériau céramique transparent polycristallin le plus dur du marché ; d'autres céramiques transparentes particulièrement dures sont néanmoins produites en laboratoire, comme le nitrure de silicium cubique c-Si3N4, dont la dureté Vickers avoisine les 40 GPa, le qualifiant comme céramique ultradure. 
Il peut être produit sous forme de fenêtres, de plaques, de domes, de tiges, de tubes ou d'autres formes solides transparentes à l'aide des techniques habituelles de traitement des poudres de céramiques. Avec une masse volumique légèrement inférieure à 3,7 g/cm3 mais un coût cinq fois plus élevé que le verre blindé, il trouve diverses applications militaires comme verre pare-balles ou résistant aux explosions — on peut en faire un bouclier transparent arrêtant les cartouches 12,7 × 99 mm OTAN pour mitrailleuse lourde — ainsi que dans l'optoélectronique infrarouge.